# Букарам, Абдала
Абдала Хайме Букарам Ортис (исп. Abdalá Jaime Bucaram Ortiz; род. 4 февраля 1952, Гуаякиль) — эквадорский государственный и политический деятель, президент Эквадора в 1996—1997 годах. За время президентства получил прозвище «Эль Локо» (исп. El Loco, букв. сумасшедший); в 1997 году подвергнут импичменту Эквадорским национальным конгрессом по обвинению в «умственной неполноценности».

## Биография
Родился в Гуаякиле в семье ливанских иммигрантов — его дядя Ассад был мэром Гуаякиля, а сестра Марта была замужем за президентом Рольдосом. Занимался лёгкой атлетикой: в частности, представлял Эквадор на Летних олимпийских играх 1972 в Мюнхене в барьерном беге и служил знаменосцем сборной. Получил юридическое образование; был шефом полиции провинции Гуаяс и президентом местного футбольного клуба «Барселона», прежде чем начал политическую карьеру. Участвовал в президентских выборах от основанной им Эквадорской партии рольдосистов в 1988, 1992 и 1996, когда одержал победу над кандидатом от Социал-христианской партии Хайме Неботом.

## Президентство
На посту президента Букарам пытался продолжить приватизацию, начатую в 1980 году президентом Уртадо, однако многочисленные коррупционные скандалы (связанные с именами бывших президента Дюрана-Бальена и вице-президента Дахика), последствия мексиканского экономического кризиса и неолиберальные экономические реформы, начатые бывшим министром экономики Аргентины Доминго Кавальо, приглашённым в Эквадор после отставки, привели к социальному кризису и отставке Букарама большинством голосов (44 за и 34 против, с формулировкой «за умственную неспособность управлять страной») Эквадорским национальным конгрессом, несмотря на то, что Конституционный суд признал его решение незаконным (для проведения процедуры импичмента необходимо было две трети голосов членов парламента).
После отставки получил политическое убежище в Панаме.